# La Brée-les-Bains
La Brée-les-Bains település Franciaországban, Charente-Maritime megyében. Lakosainak száma 695 fő (2022. január 1.). La Brée-les-Bains Saint-Denis-d’Oléron és Saint-Georges-d’Oléron községekkel határos.

## Népesség
A település népességének változása:
| Lakosok száma | 525  | 578  | 644  | 742  | 718  | 700  | 695  | 684  | 688  | 695  |
|               | 1968 | 1982 | 1990 | 2006 | 2013 | 2015 | 2017 | 2019 | 2020 | 2022 |